# Parco nazionale del lago Manyara
Il Parco nazionale del lago Manyara (Lake Manyara National Park), in Tanzania, è costituito da una striscia di terra lunga circa 50 km e larga tra i 6 e gli 8 km che include il lago omonimo e si estende fino al ripido versante occidentale della Rift Valley. Il parco si colloca non distante dal villaggio Masai di Mto wa Mbu (in swahili: fiume delle zanzare), lungo la strada che porta ai più famosi parchi di Ngorongoro e del Serengeti, a soli 130 km da Arusha. Dal 1981 è riserva della biosfera.

## Territorio
L'estremità settentrionale del parco è occupata da una fitta foresta primaria. Si alternano poi paesaggi tipici della savana, punteggiata da giganteschi baobab, boschetti di acacia, e foreste a galleria lungo i corsi d'acqua. Il parco è infatti attraversato da molti torrenti e dal fiume Endabash. All'estremità meridionale ci sono inoltre le sorgenti d'acqua calda Maji Moto.

## Fauna
Il parco offre la possibilità di contatti ravvicinati con numerosi branchi di elefanti, che sono l'attrattiva principale, ma anche con colonie di babbuini, gnu, zebre, giraffe masai, ippopotami e leoni, oltre a numerose varietà di uccelli, tra i quali gli eleganti fenicotteri.

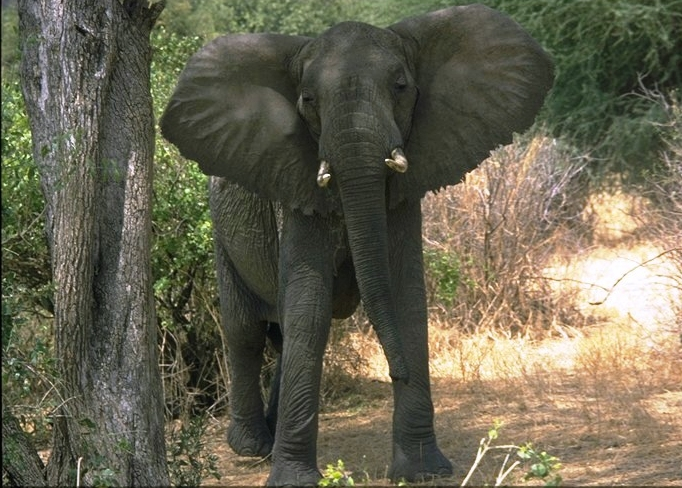
elefante
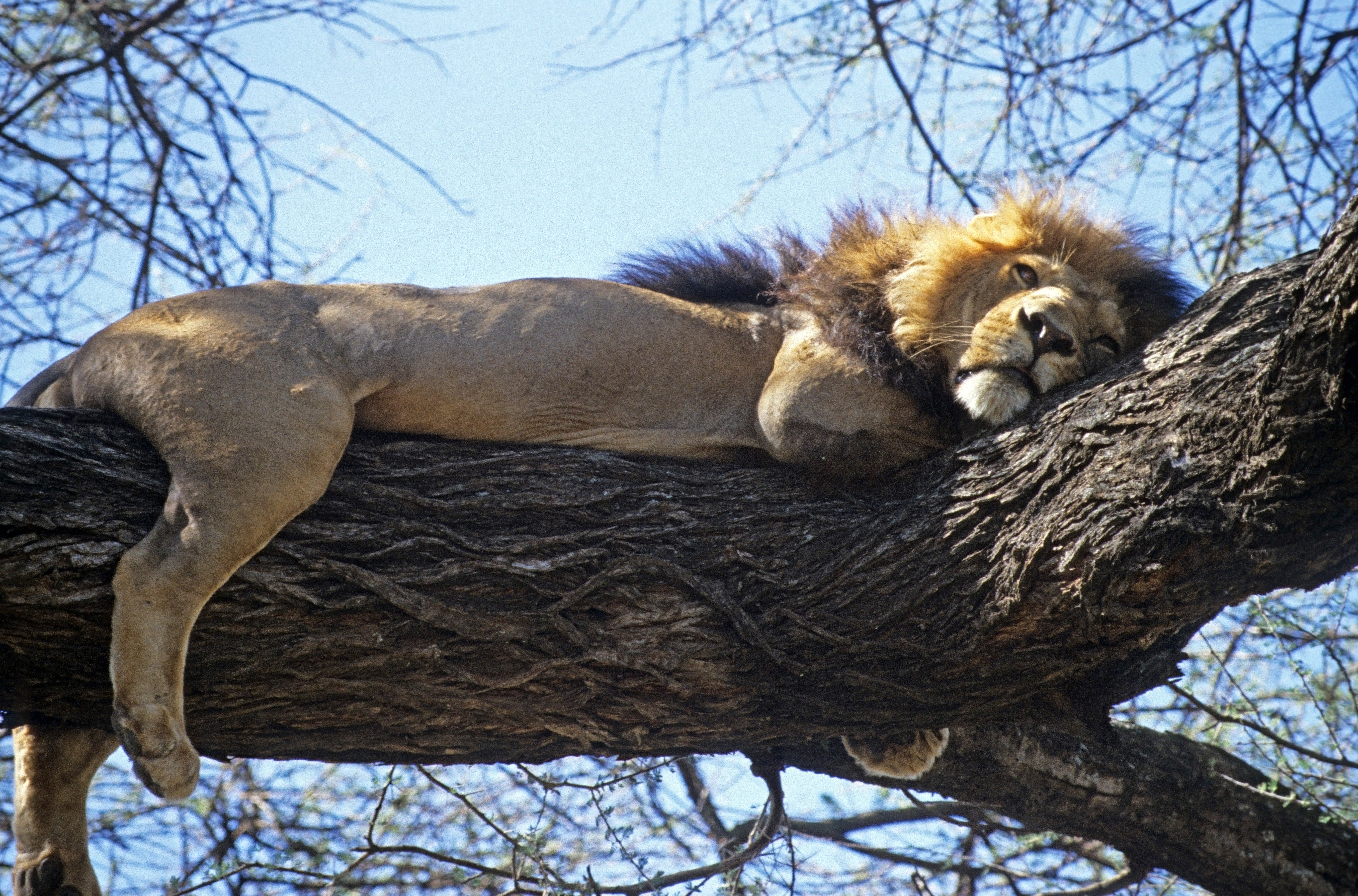
leone sull'albero
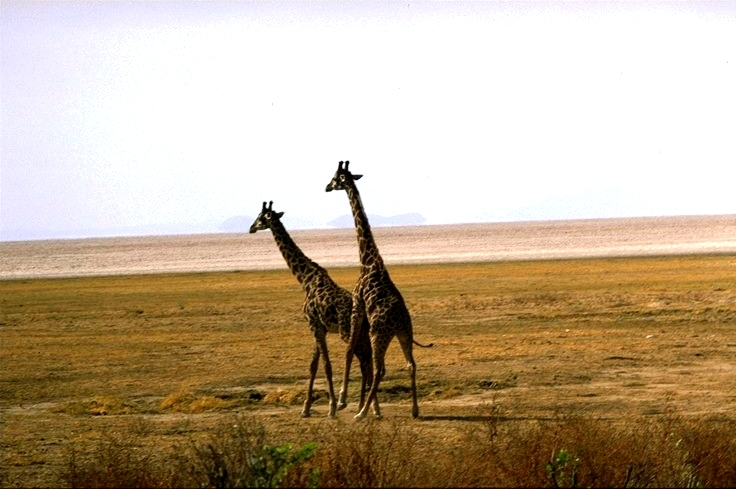
giraffe
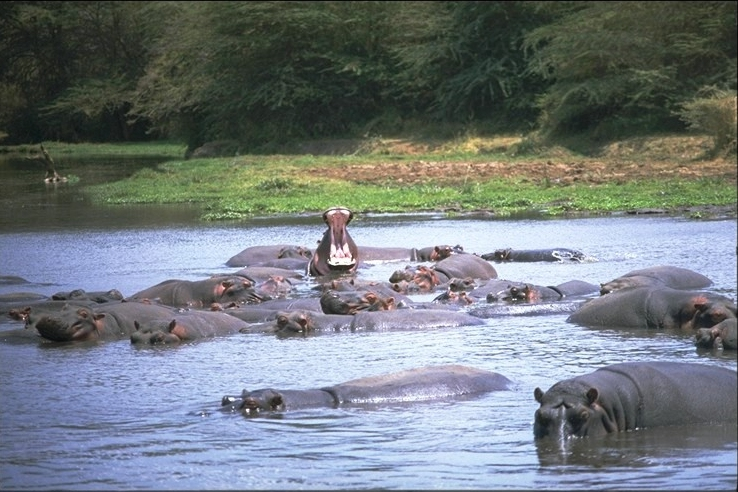
ippopotami
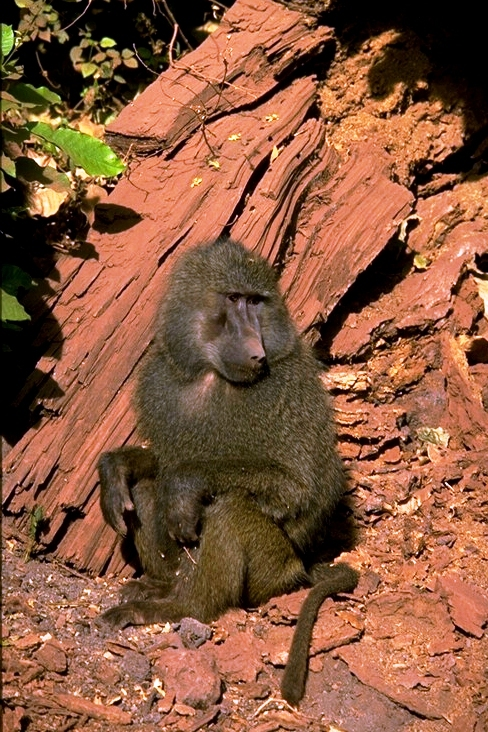
babbuino

## Strutture ricettive
Il Lake Manyara Hotel e il Lake Manyara Serena Lodge, entrambi all'interno del Parco, consentono l'osservazione della fauna stando comodamente seduti sulle terrazze dell'albergo.

L'Hoopoe Adventure Tour's Kirurumu è un lussuoso campo tendato che sorge subito fuori dai cancelli del parco.

Sistemazioni più economiche, tra cui anche un paio di campeggi, si possono trovare nel vicino villaggio di Mto wa Mbu.
Nel periodo tra marzo e maggio a causa delle abbondanti piogge i sentieri possono diventare impraticabili.